# 한국오츠카제약
한국오츠카제약(일본어: 韓国大塚製薬株式会社)는 1982년 설립한 대한민국의 외자계 제약 업체이다. 소화성 궤양 치료제인 '무코스타', 조현병 치료제인 '아빌리파이', 남성용 스킨케어인 '우르오스' 등을 수입, 양산하는 기업으로, 한국의 제일약품과 일본의 오츠카 제약이 같이 출자한 외자계 제약 업체이다. 그러나, 청량 음료 전문 제조업체인 동아오츠카와는 직접적인 관련이 없다.

## 연혁
- 1982년 5월: 외국인 투자 인가
- 1982년 7월: 제일약품과 일본 오쯔카제약 합작 법인 제일오쯔카제약(주) 설립
- 1989년 9월: 자본금 증자(52억 4천만원) 및 화성 향남 KGMP공장 준공
- 1990년 10월: 한국오츠카제약(주)로 사명 변경
- 2004년 3월: 조현병 치료제 '아빌리파이' 10 mg, 15 mg 출시
- 2012년 3월: 남성 화장품 브랜드 우르오스(UL*OS) 한국 론칭
- 2018년 3월: 미국 판매 1위 건강기능식품 브랜드 네이처메이드(Nature Made)한국 론칭
- 2024년 6월: 고식이섬유 건강 간식 소이조이(SOYJOY)한국 론칭

## 제품
- 무코스타
- 아발리파이
- 우로오스
- 네이처메이드
- 소이조이

## 같이 보기
- 오츠카 제약